# Kościół farny św. Szczepana w Gartz (Oder)
Kościół farny św. Szczepana (niem. Stadtkirche St. Stephan) – luterańska świątynia znajdująca się w niemieckim mieście Gartz (Oder). Zniszczona podczas II wojny światowej, częściowo odbudowana w latach 80. i 90. XX wieku. Siedziba parafii Gartz (Oder).

## Historia
Pierwsza wzmianka o proboszczu w Gartz pochodzi z roku 1249, a świątynia pod wezwaniem św. Szczepana wzmiankowana jest dziesięć lat później. Prawdopodobnie był to budynek romański. Początek budowy gotyckiego kościoła datuje się na wiek XIII, korpus nawowy wzniesiono w drugiej połowie XIV wieku, a na początku XV wieku powstała wieloboczna absyda autorstwa, przypuszczalnie autorstwa Hinricha Brunsberga. Budynek był niszczony przez pożary podczas wojny trzydziestoletniej. W 1772 wzniesiono nowy, barokowy hełm wieży.
Świątynia spłonęła w dniach 20-23 kwietnia 1945 roku wskutek ostrzału dokonanego przez Armię Czerwoną, zniszczona została nawa główna, a wieża została poważnie uszkodzona. W 1953 prezbiterium tymczasowo zabezpieczono i sprawowano w nim nabożeństwa, lecz zaprzestano ich odprawiania w roku 1960 z powodu złego stanu technicznego ruin świątyni. W 1981 podjęto decyzję o częściowej odbudowie i przekształceniu gmachu w dom kultury. W 1986 zawieszono wiechę nad dachem jednego z przęseł nawy, a wieżę przykryto dachem namiotowym i zainstalowano na niej cztery dzwony z odlewni w Apoldzie. W 1992 ustawiono organy. Prace renowacyjne zakończyły się w roku 1999. Po roku 2001 wyremontowano filary oraz zakrystię.

## Architektura
Kościół gotycki, trójnawowy, o układzie halowym. Korpus nawowy miał długość czterech przęseł, po odbudowie zadaszone jest jedynie prezbiterium oraz jedno z przęseł naw. Sklepienia oraz filary korpusu nie zachowały się. Przypory naw ustawiono wewnątrz świątyni, a na zewnątrz widoczny jest tylko ich niewielki fragment. Dawne prezbiterium pełni obecnie funkcję przestrzeni sakralnej, a przęsło korpusu nawowego – dwupiętrowego domu kultury.

## Galeria

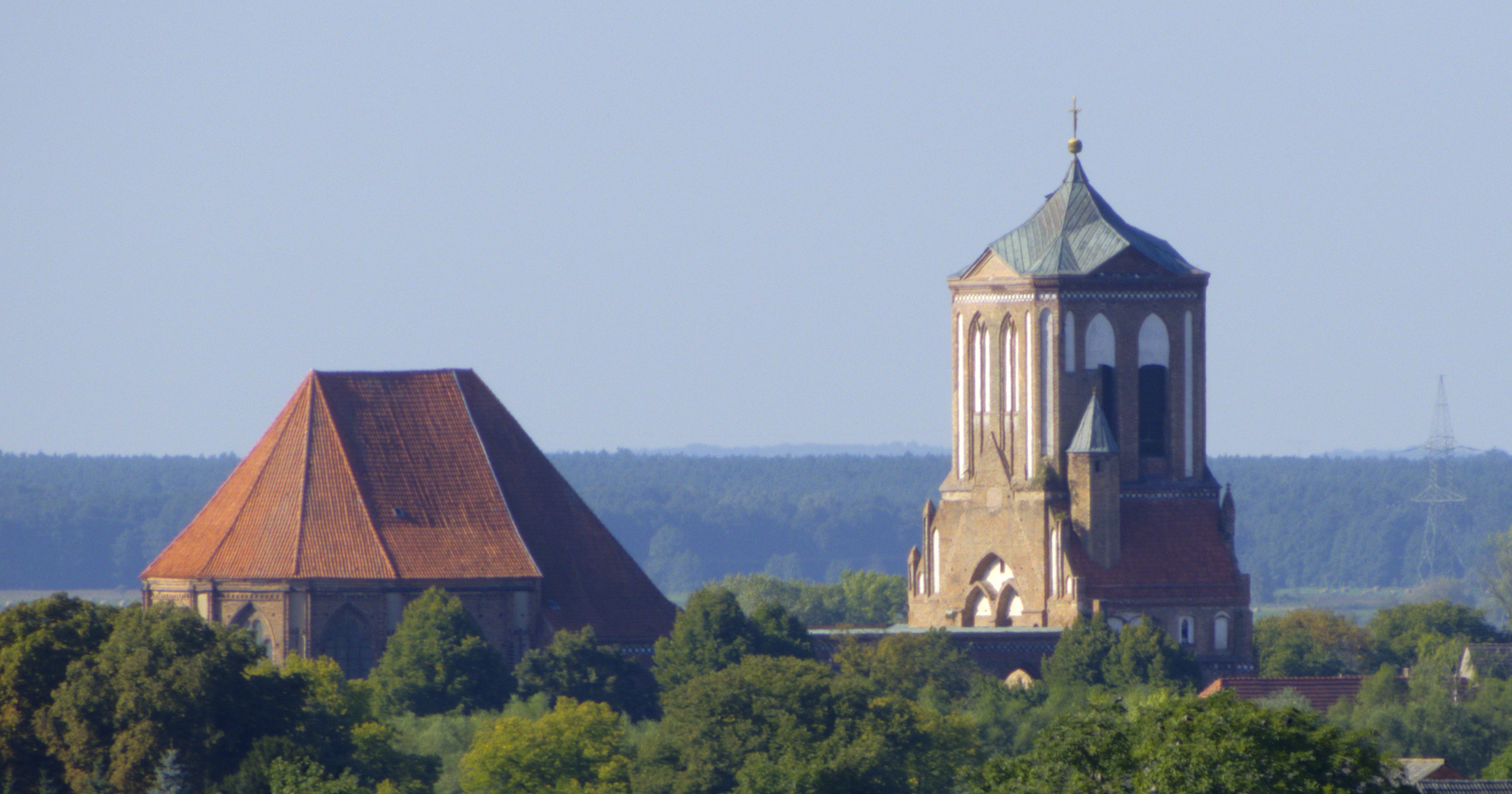
Widok z oddali
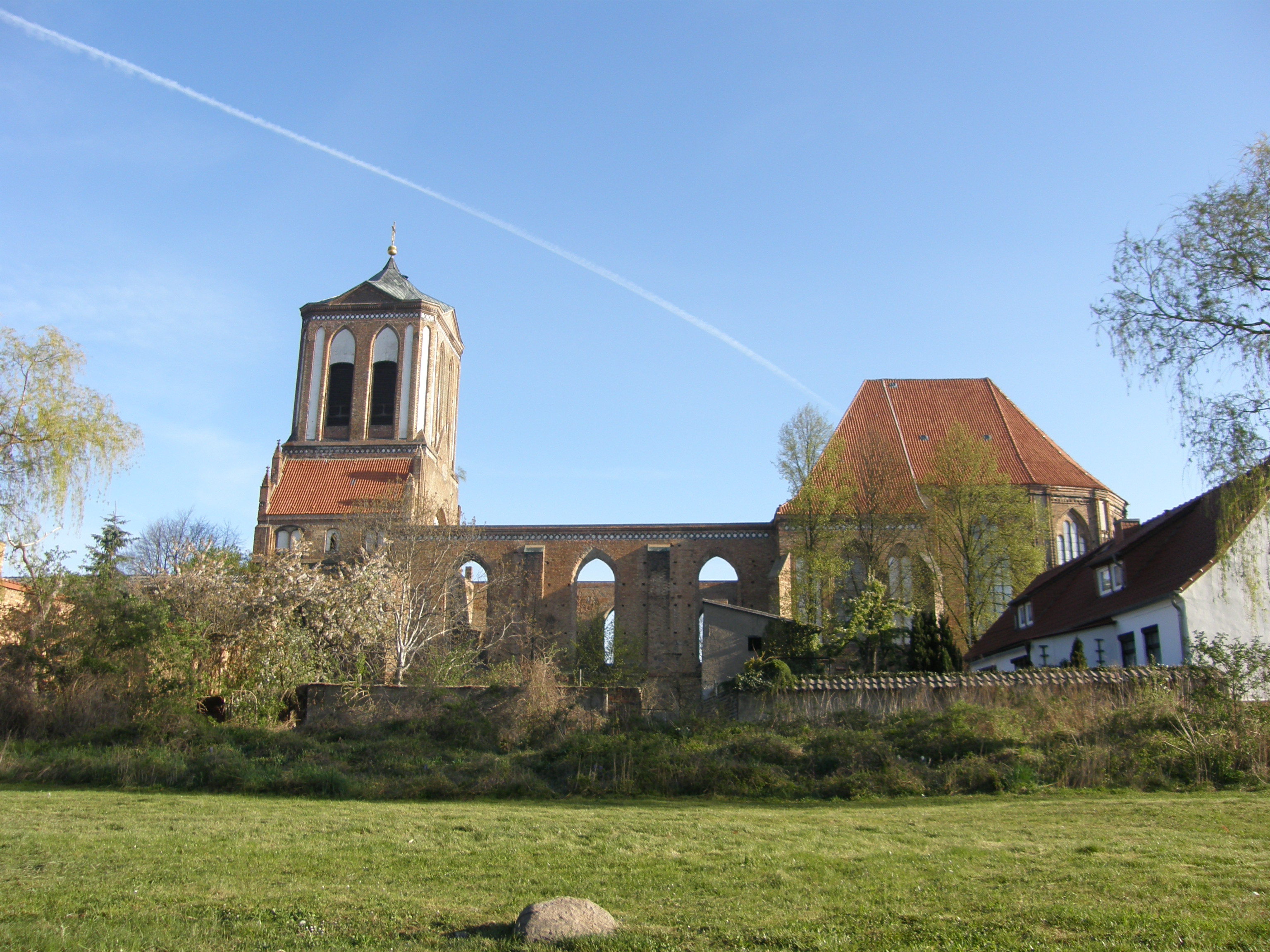
Widok z południa
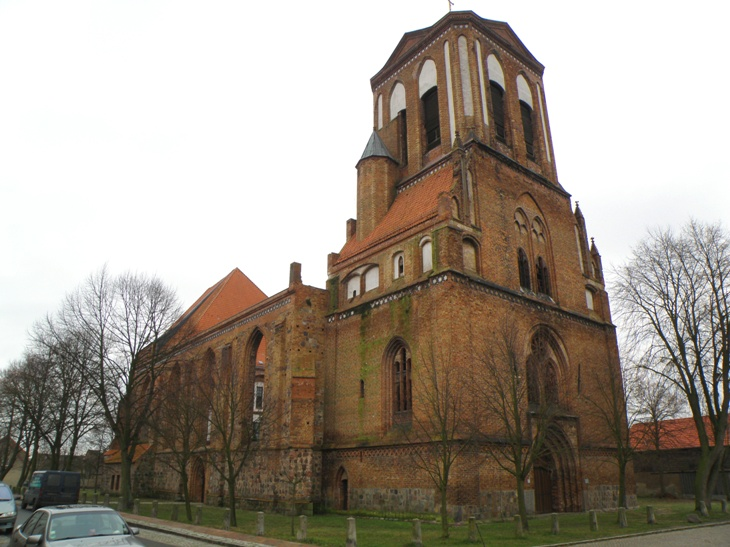
Widok z północnego zachodu
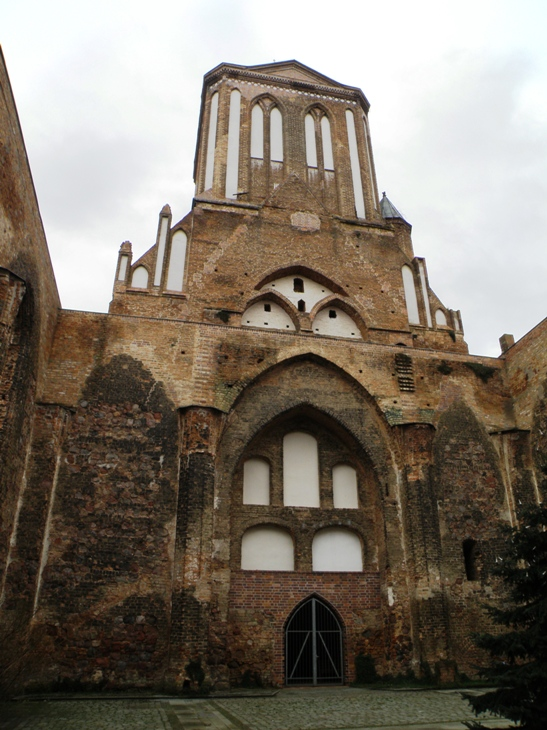
Wieża widoczna z ruin korpusu nawowego
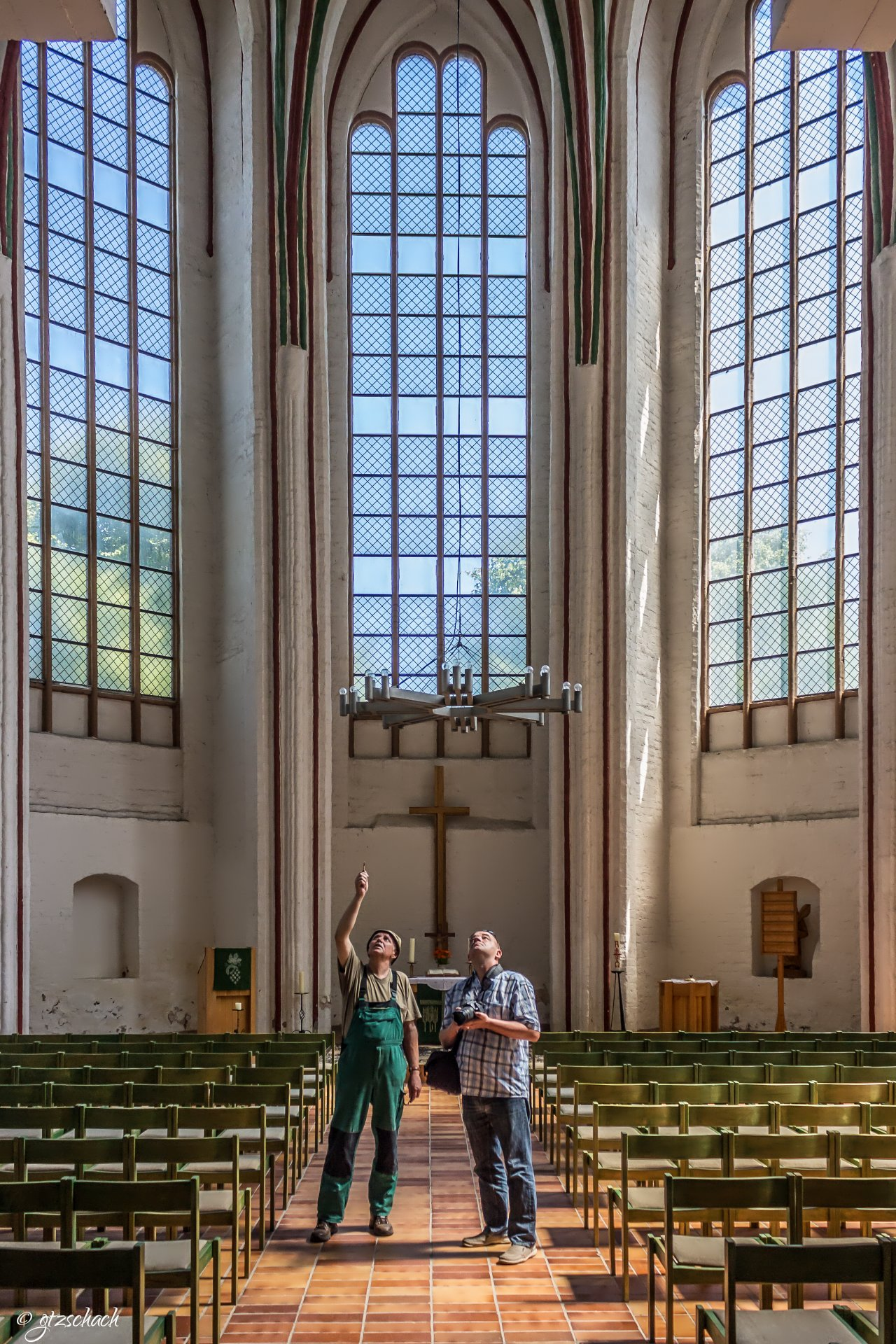
Wnętrze